# 瓦莱尔格
瓦莱尔格（法語：Valergues，法語發音：[valɛʁɡ]）是法国埃罗省的一个市镇，位于该省东部，属于蒙彼利埃区。

## 地理
瓦莱尔格（43°40'3"N, 4°3'42"E）面积5.2 平方千米，位于法国奧克西塔尼大區埃罗省，该省份为法国南部沿海省份，南濒地中海，西南接奥德省，西北接塔恩省和阿韦龙省，东北与加尔省接壤。
与瓦莱尔格接壤的市镇（或旧市镇、城区）包括：朗萨格、吕内勒维耶勒、圣布雷斯、圣热涅斯德穆尔格。
瓦莱尔格的时区为UTC+01:00、UTC+02:00（夏令时）。

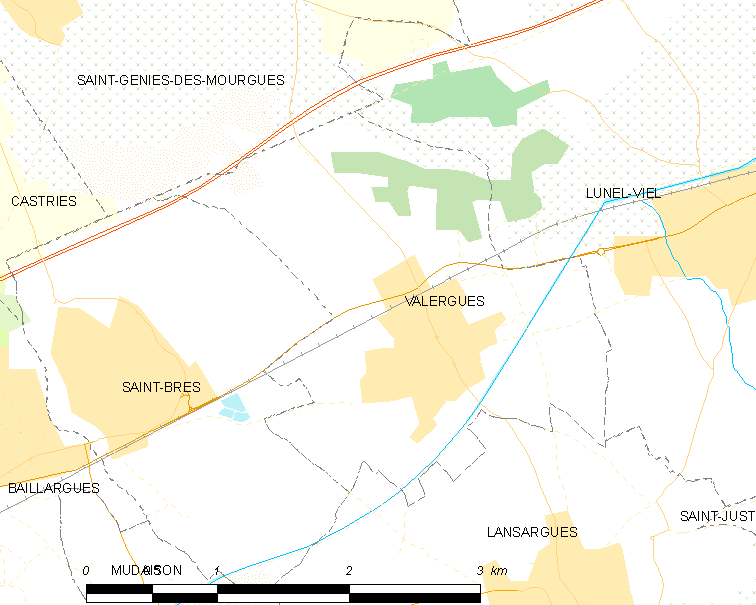
瓦莱尔格的OSM定位图

## 行政
瓦莱尔格的邮政编码为34130，INSEE市镇编码为34321。

## 政治
瓦莱尔格所属的省级选区为莫吉奥县。

## 交通
法国国道N113线和埃罗省省道D105线在境内交汇。瓦莱尔格站是塔拉斯孔－蒙彼利埃铁路上的一个车站。

## 人口

1962-2008年间瓦莱尔格人口变化图示

瓦莱尔格于2022年1月1日时的人口数量为2173人。